# De vlag van Lord Chester
De vlag van Lord Chester is het 120ste stripverhaal van Jommeke. De reeks wordt getekend door striptekenaar Jef Nys.

## Verhaal
Een oude bekende, namelijk Archibald van Buikegem, komt Jommeke en zijn vrienden halen om te bemiddelen in een zaak van groot belang. Halsoverkop vertrekken ze naar Engeland. Een zekere Lord Chester wacht hen op. De man herstelde in opdracht van een buitenlandse regering de nationale vlag van Nieuw-Zeeland. De vlag mag echter niet langer dan honderd dagen het land van oorsprong verlaten. Lord Chester vraagt de vrienden om de vlag onopgemerkt terug te brengen in haar eigen land.
Een geniepige dame die alles van dichtbij kon volgen heeft haar zin op de vlag gezet. Op een gegeven moment komt deze dame, Gertruut Chester, uiteindelijk in bezit van de vlag. Ze doet haar intrede als koningin van Nieuw-Zeeland. Nu blijkt ze een valse vlag gestolen te hebben, de echte vlag is veilig bij Jommeke. Ze wordt ontmaskerd en gearresteerd.

## Achtergronden bij het verhaal
- De dame, Gertruut Chester, komt later nog een keer tevoorschijn in album De spookkrater en in Storm aan zee.